# Shannon Curfman
Shannon Marie Curfman (* 31. Juli 1985 in Fargo, North Dakota) ist eine US-amerikanische Musikerin. Sie wurde 1999 bekannt, als sie im Alter von 14 ihr erstes Album als Gitarristin und Sängerin veröffentlichte.
Curfman tourte mit John Mellencamp, Buddy Guy, George Thorogood und den Indigo Girls. Sie war Gast und spielte bei der Tonight Show von Jay Leno, der Late Night von David Letterman und Good Morning America von Craig Kilbourn sowie der Rosie O’Donnell Show und anderen TV-Shows.
2006 gründete Curfman das Independent-Label Purdy Records. 2010 stieg sie in die Band von Kid Rock Twisted Brown Truckers als Sängerin und Gitarristin ein.

## Diskographie

### Alben
- Loud Guitars, Big Suspicions (1999), Arista
- Take It Like a Man (2006), Purdy – EP
- Fast Lane Addiction (2007), Purdy
- What You're Getting Into (2010), Purdy